# 利亞希夫齊
48°33′40″N 22°28′41″E / 48.56111°N 22.47806°E
利亞希夫齊（烏克蘭語：Ляхівці），是烏克蘭的村落，位於該國西部外喀爾巴阡州，由烏日霍羅德區負責管轄，面積0.6平方公里，海拔高度147米，2001年該村落人口430。